# Haus Buschfeld

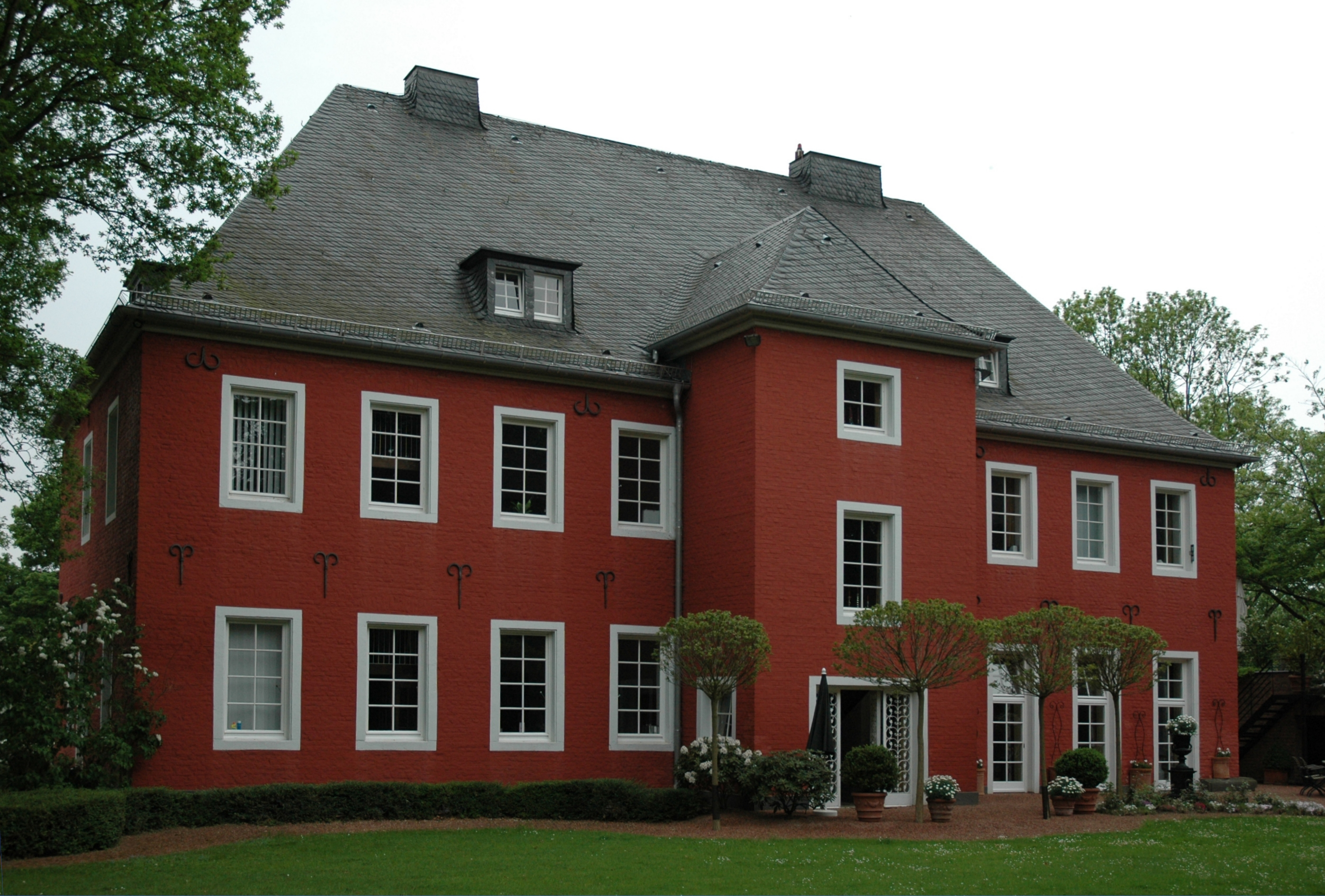
Schloss Buschfeld - Rückseite (2006)

Haus Buschfeld, in neuerer Fachliteratur auch Schloss Buschfeld genannt, liegt am oberen Erftverlauf auf dem Gebiet von Erftstadt zwischen den beiden Stadtteilen Bliesheim und Liblar.
Das Anwesen besteht aus einem Herrenhaus, das seit Oktober 2007 als Schloss Buschfeld in der Erftstädter Denkmalliste geführt wird, einer Vorburg sowie Resten einer Mühle. Es gilt als eine der ältesten befestigten Wasserburgen des Rhein-Erft-Kreises. Aufgrund seiner Größe sowie seinem dazugehörigen Landbesitz war der Rittersitz Buschfeld früher als landtagsfähig eingestuft.

## Die Gebäude

### Herrenhaus (Schloss)

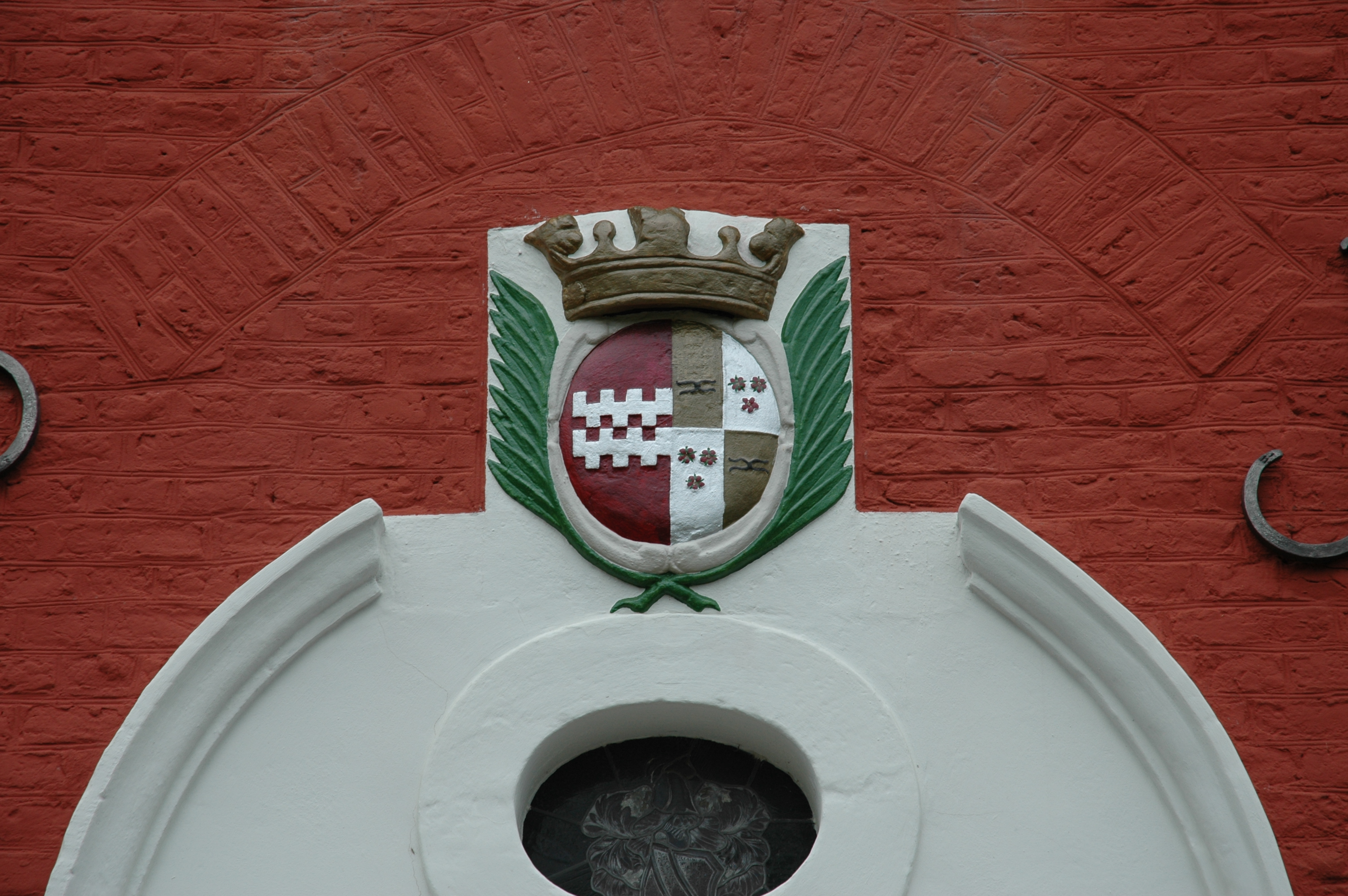
Allianzwappen der Familien Quadt-Buschfeld und Hatzfeld-Wildenburg-Schönstein über dem Portal

Das dreigeschossige Herrenhaus ist ein schlichter spätbarocker Backsteinbau mit schiefergedecktem, steilem Walmdach auf rechteckigem Grundriss. Sein Kellergeschoss besteht aus zwei parallel verlaufenden Tonnengewölben. Das Mauerwerk seiner zwei unteren Etagen ist rot geschlämmt.
Über dem neoklassizistischen Portal des neunachsigen Gebäudes findet sich das Allianzwappen seines Erbauers Hugo Damian Adolf Freiherr von Quadt zu Buschfeld und dessen Ehefrau Maria Adriana von Hatzfeld-Wildenburg zu Schönstein. Der 25 mal 12 Meter messende Bau, dessen rückwärtige Fassade einen mittigen Risalit aufweist, ist von einem kleinen Park umgeben und wird als Wohn- und Bürogebäude genutzt.

### Vorburg
Westlich des Herrenhauses befinden sich die an drei Seiten von rund 13 Meter breiten Wassergräben umgebenen einstigen Wirtschaftsgebäude, die einen rechteckigen Innenhof umschließen. Die 78 × 85 Meter messende vierflügelige Anlage ist über eine dreibogige Brücke aus Backstein erreichbar, die zu einem Rundbogenportal führt. Dessen Schlussstein zeigt das Wappen der Familie Quadt.
Die zweigeschossigen Flügel aus Backstein sind mit einem Satteldach abgeschlossen. Mit ihren südlichen Gebäudeteilen weist die Vorburg noch einen Baubestand aus dem 16. Jahrhundert auf, während das giebelständige Eckhaus an ihrer Südost-Ecke einen Stufengiebel besitzt, der vermutlich in das 17. Jahrhundert datiert. In den 1990er Jahren wurden die Ökonomiegebäude umgebaut und beherbergen seit dieser Zeit Eigentumswohnungen.

### Mühle
Von der einstigen Wassermühle der Anlage, die westlich der Vorburg stand, ist heute nur noch ein Backsteingebäude wahrscheinlich aus dem späten 18. Jahrhundert mitsamt dem Rest eines Mühlrades erhalten. Anfang der 1990er Jahre wurden diese Reste beim Bau eines Wohnhauses an der Stelle der ehemaligen Buschfelder Mühle in das neue Gebäude integriert.

## Geschichte

### Bewohner und Besitzer

#### Kerpen von Buschfeld
Burg Buschfeld wurde 1276 erstmals urkundlich erwähnt. Sie war Eigentum von Wennemar von Gymnich, der sie gemeinsam mit anderen Besitzungen im Tausch gegen die Burg Kerpen seiner Schwester Beatrix von Gymnich, Witwe Johanns von Kerpen, und ihren Kindern überließ. Sie und ihre Nachfahren nannten sich nachfolgend von Buschfeld.

#### Schilling von Bornheim und Buschfeld
Eine Erwähnung Wilhelm Schillings von Buschfeld als Burgherr im Jahre 1170 ist urkundlich nicht belegt. Der seit 1173 urkundlich bezeugte Wilhelm Schilling nannte nie einen Herkunftsort. Erst in der 1686 aufgezeichneten Auffindungslegende des im Kloster Schillingscapellen (heute in der Pfarrkirche Buschhoven) aufbewahrten Madonnenbildes durch Wilhelm Schilling im Jahr 1190 wurde er Wilhelm Schilling von Buschfeld, Ritter, Herr zu Bornheim genannt. Die ersten aus der Familie Schilling von Bornheim, die sich von Buschfeld nannten, waren 1311 Wilhelm Schilling von Buschfeld (busvelt) und sein Bruder Hermann von Buschfeld, von 1318 bis 1321 Amtmann in Liedberg und Uerdingen.
1340 wurde Johann von Buschfeld, Sohn des verstorbenen Hermanns, vom Kölner Erzbischof Erzbischof Walram von Jülich mit der Burg Buschfeld, dem „castrum Buschfeld“ als Offenhaus der Kölner Kirche belehnt. Hermanns Bruder Arnold von Buschfeld, der Erbauer der Burg Konradsheim, überließ Buschfeld seinem Neffen Johann. Nach dem Tod seines Sohnes und Nachfolgers Johann von Buschfeld teilten dessen Brüder Wilhelm und Hermann 1417 das Erbe. Wilhelm erhielt Haus Buschfeld, Hermann die Gracht in Liblar.

#### Quadt von Buschfeld
1447 verkaufte Johann von Buschfeld, Wilhelms Sohn, „dat Sloss, burgh ind huyss Buysfelt mit Thurnen, portzen, Bruggen, vurburge, grauen, wyeren, visscheryen, Schuyren, gulden, Renten ind synre zubehoere“ an den Ritter Everhard Quad. Über 300 Jahre lang verblieb das Haus Buschfeld nachfolgend im Familienbesitz der Freiherren (seit 1620) von Quadt. 1757 starb der letzte männliche Vertreter der Buschfelder Linie der Quadts, der Trierer Oberchorbischof und Archidiakon Johann Sigismund Freiherr Quadt von Buschfeld.

#### Neuzeitliche Besitzer
1757 kam die Anlage als Erbe an die nächsten Verwandten des letzten Quadt von Buschfeld, die Familie von der Leyen zu Adendorf, die es 1802 an die Freiherren von Loë zu Wissen verkaufte. Durch die Heirat Alexandrinas von Loë zu Wissen kam Buschfeld an den Reichsgrafen Clemens Wenzeslaus von und zu Hoensbroech, dessen Sitz sich auf Schloss Haag in Geldern befand. Seine Nachfahren verkauften den Besitz 1926 an die Kommanditgesellschaft Dr. Wegge, die es als landwirtschaftliches Gehöft nutzte. In den frühen 1970er Jahren erfolgte dann der Verkauf an die Familie Meller, die es 1997 an die Kölner Familie Hendel veräußerte.
Auf Antrag der Eigentümer beschloss der Stadtrat der Stadt Erftstadt am 8. März 2007, das Herrenhaus als Schloss Buschfeld in die Denkmalliste einzutragen. Die Fortschreibung des Herrenhauses in Schloss Buschfeld – unterlegt durch ein Gutachten zum Denkmalwert durch das Rheinische Amt für Denkmalpflege – erfolgte am 24. Oktober 2007. Die Gesamtanlage führt aber weiterhin die Bezeichnung Haus Buschfeld.

### Baugeschichte

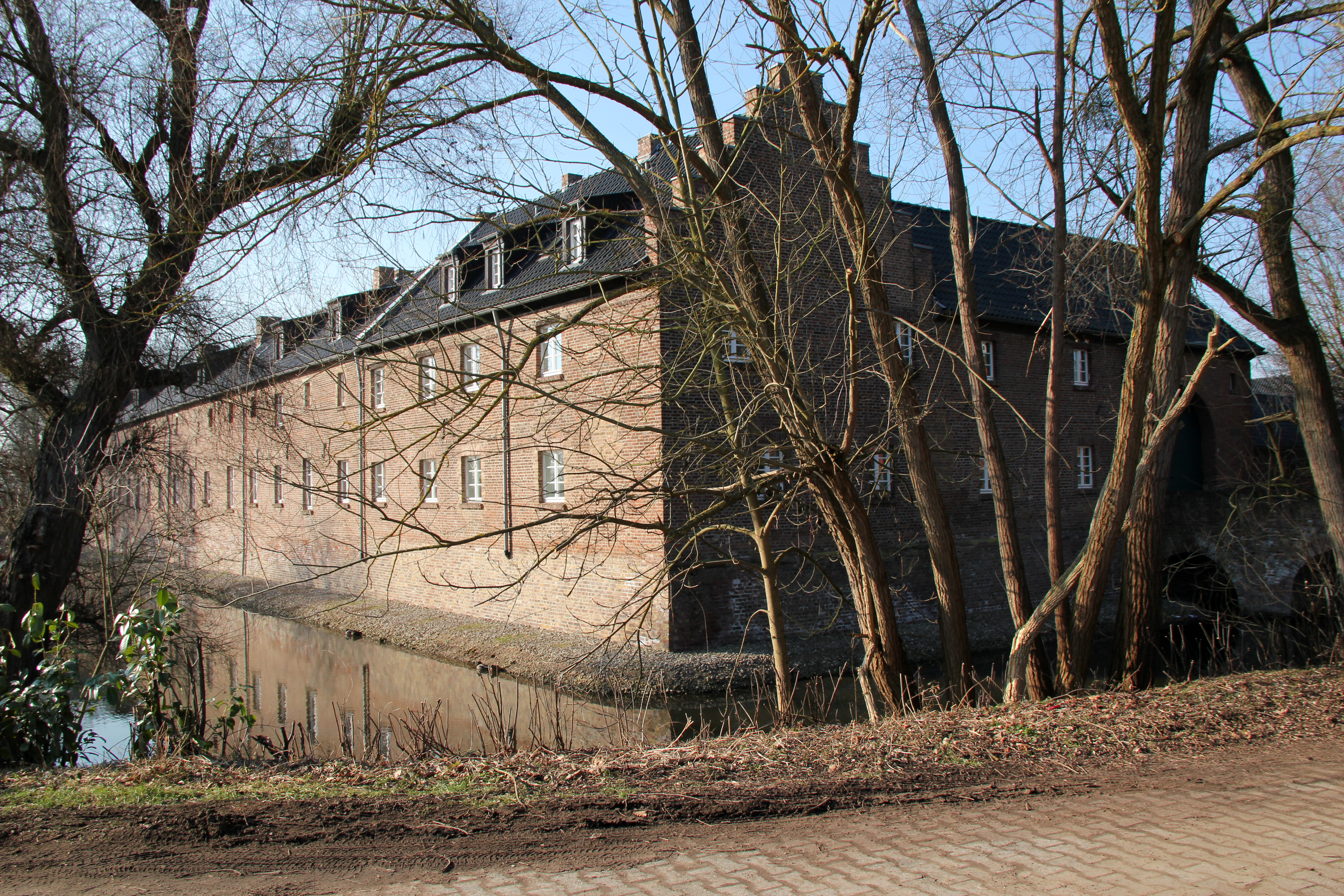
Vorburg

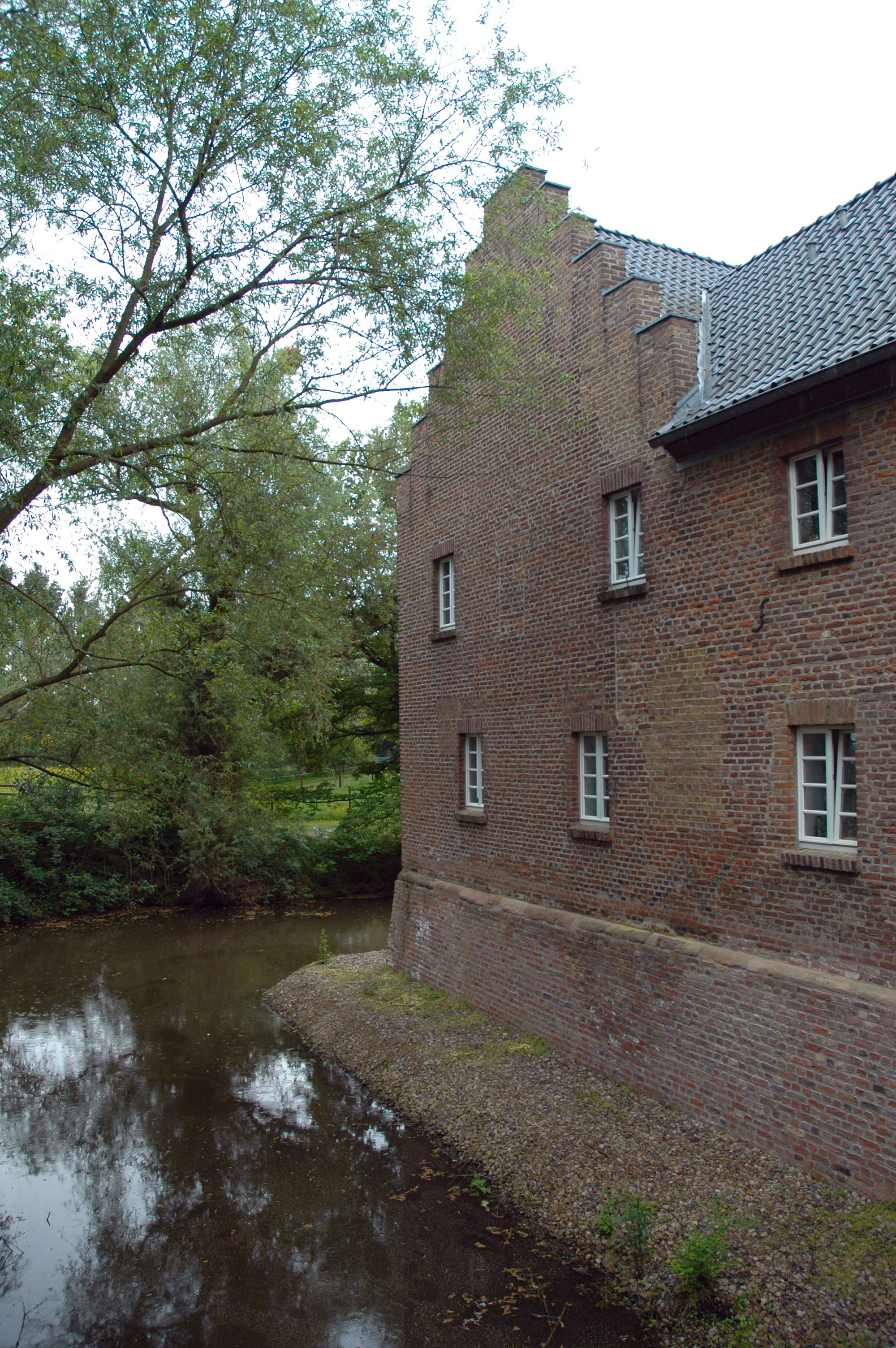
Eckhaus der Vorburg mit Stufengiebel

Die Anfänge Buschfelds sind in einer zweiteiligen, befestigten Anlage zu suchen, die aus einer Vorburg und einem Burghaus bestand und von zwei breiten Wassergräben umgeben war. Das Burghaus, im Nordosten der Anlage gelegen, war noch einmal durch einen inneren Wassergraben von der Vorburg getrennt. Von ihm sind keinerlei Spuren erhalten, da 1705 der sogenannte Schwarze Turm der offenbar sehr alten Kernburg einstürzte und die Reste 1711 völlig abgetragen wurden. Das Material wurde für Ausbesserungen an den Stallungen und der Zugangsbrücke genutzt.
Anstelle des alten Burghauses ließ der damaligen Besitzer, Hugo Damian Adolf von Quadt zu Buschfeld, östlich der bestehenden Gebäude in der Zeit von 1708 bis 1711 unter dem Trierer Hofbaumeister Philipp Honorius Ravensteyn am Ort des äußeren, derweil zugeschütteten Burggrabens ein neues Herrenhaus im Stil des Spätbarock errichten. Der Neubau verschlang die stattliche Summe von rund 15.000 Gulden. Vom Ende der Bauarbeiten künden die Maueranker am Gebäude in Form der Jahreszahl 1711.
Eine Zeichnung des Malers Renier Roidkin von 1730 zeigt die Wirtschaftsgebäude der Anlage mit mehreren hohen Türmen, die von großen Hauben gekrönt sind; daneben das eher schlicht gehaltene neue Wohngebäude. Zu jener Zeit existierte im nordwestlichen Teil der Vorburg neben dem einstigen Standort des alten Burghauses noch eine kleine Gartenanlage, die heute ebenfalls vollkommen verschwunden ist.
Der heutige klassizistische Eindruck, den das Herrenhaus vermittelt, ist darauf zurückzuführen, dass das Gebäude unter der Familie Wegge in den Jahren 1924 bis 1926 nach Plänen des Baurats Speckmann „zeitgemäß erneuert und umgestaltet“ wurde. Diesen Umbauten folgte ab 1926 eine bauliche Anpassung der Wirtschaftsgebäude an ihre landwirtschaftliche Nutzung. Vermutlich wurde in jener Zeit der Bereich der ehemaligen Kernburg mit neuen Gebäuden überbaut, deren Fassadengestaltung sich an denen der bisherigen Bebauung orientierten.
Die 1553 erstmals erwähnte Mühle wurde von der Familie Quadt errichtet und vom Liblarer Mühlenbach gespeist. Noch bis nach dem Zweiten Weltkrieg funktionstüchtig, wurde sie 1961 bei einem Brand beschädigt und verfiel in der Folgezeit derart stark, dass das zur Mühle gehörige Müllerhaus aus Fachwerk Ende der 1980er Jahre abgerissen werden musste. 1991/92 wurde an der Stelle ein neues Wohnhaus errichtet, in das der erhaltene Backsteinbau mitsamt den Resten des Mühlrades integriert wurde.
Die ältesten Bauteile der Vorburg datieren in das 16. Jahrhundert. Die nördlichen Gebäude wurden erst um die Wende des 19. zum 20. Jahrhundert (und später) dort errichtet. In der Zeit von 1989 bis 1999 wurde die Vorburganlage saniert und zu 37 Wohneinheiten umgestaltet.
Nachdem die Familie Hendel das Herrenhaus im Jahre 1997 erworben hatte, folgten umfangreiche Sanierungsarbeiten, nach deren Abschluss sich das Gebäude in seiner heutigen Gestalt präsentiert.